# Зубарево (Тутаевский район)
Зубарево — деревня в Тутаевском районе Ярославской области России. В рамках организации местного самоуправления входит в Левобережное сельское поселение, в рамках административно-территориального устройства — относится к Никольскому сельскому округу.

## География
Расположена в 16 километрах к северо-востоку от райцентра города Тутаев.

## История
Церковь в селе была воздвигнута в 1786 году и заключала в себе три престола: Покрова Пресвятой Богородицы, Святых Апостолов Петра и Павла и Святителя и Чудотворца Николая. 
В конце XIX — начале XX село входило в состав Понгиловской волости Романово-Борисоглебского уезда Ярославской губернии.
С 1929 года деревня входила в состав Шалегинского сельсовета Тутаевского района, с 1954 года — в составе Никольского сельсовета, с 2005 года — в составе Левобережного сельского поселения.

## Население
| 1859 | 1914 | 2002 | 2007 | 2010 |
| ---- | ---- | ---- | ---- | ---- |
| 91   | ↗111 | ↘0   | →0   | →0   |